# Seyhan (rijeka)
Seyhan (ranije pisan i Seihan te Sihun) je rijeka na jugu Turske. Ova 560 km duga rijeka izvire u istočnome dijelu gorja Taurus u unutrašnjosti zemlje, teče kroz pokrajinu Adanu i ulijeva se širokom deltom u Sredozemno more. Porječje rijeke obuhvaća površinu od 20.600 km².
U antičkim vremenima rijeka se zvala Sarus, a dolina kojom prolazi Cilicija. I danas je rijeka glavni opskrbljivač vodom plodne doline, sada zvane Çukurova, na jugu zemlje.
Uzvodno od grada Adane nalazi se velika brana koja služi za natapanje poljodjelskih površina, dobivanje hidroelektrične energije i obranu od poplava.

## Vanjske poveznice
|  | Zajednički poslužitelj ima još gradiva o temi Seyhan (rijeka) |